# Oratorio del Beato Gherardo
L'oratorio del Beato Gherardo si trova a Villamagna, frazione di Bagno a Ripoli in provincia di Firenze.

## Storia
L'edificio sorge a monte di Villamagna, nel luogo dove Gherardo di Villamagna si sarebbe ritirato a condurre vita eremitica. Secondo l'agiografia del santo, dopo essersi fatto eremita gerosolimitano, Gherardo avrebbe costruito lui stesso un oratorio dedicato a San Giovanni in Jerusalem dove nel marzo del 1277 venne sepolto; per edificarlo sarebbe stato aiutato dai commendatari della chiesa di San Jacopo in Campo Corbolini.
Alla data 13 novembre 1313 l'edificio doveva già essere stato edificato ed era pure circondato da altre case visto che lo stesso giorno Aldobrandino Cavalcanti si impegnò a costruire a sue spese una casa e uno spedale per il prete. Aldobrandino mantenne la promessa e il 10 giugno 1319 risulta che la chiesa era guidata dal rettore Giovanni Tuti.
Nella zona il culto di San Gherardo si fece intenso ed era sostenuto dalla famiglia Bardi, proprietari di numerose terre nella zona. L'oratorio venne arricchito di opere d'arte tra cui un tabernacolo scolpito a bassorilievo, da un sarcofago in pietra sorretto da colonnine con capitelli scolpiti a foglie d'acqua e da un affresco raffigurante la Crocifissione. Nel 1460 per volontà del pievano di Villamagna, Jacopo di Matteo da Rondinaia, l'oratorio venne arricchito con la completa affrescatura delle pareti con le Storie del Beato Gherardo.
Nel XVII secolo venne restaurato e adeguato allo stile barocco del tempo. Ma in seguito iniziò la sua decadenza tanto che il 29 aprile 1723 venne giudicato in completa rovina; il degrado non si arrestò neanche in seguito quando il 7 luglio 1786 fu eretto in cappella e nel 1790 venne profanato e venduto a privati
Stante l'abbandono dell'edificio l'11 marzo 1836 il corpo del santo venne traslato nella pieve di Villamagna. Nel 1840, la proprietaria dell'edificio, la signora Kindt, pur contro la volontà del pievano, restaurò a sue spese la chiesa ma solo nel 1876 il corpo di San Gherardo venne ricollocato nell'arca sepolcrale. Tra il 1891 e il 1893 la chiesa fu restaurata nuovamente per riportarla allo uno stile romanico. I lavori portarono a stonacare le pareti e gli affreschi furono riportati alla luce. Ma il degrado dell'edificio continuò anche durante il XX secolo. Nel 1979 il corpo del santo è stato riportato nella pieve di Villamagna e ancora oggi l'oratorio ha solo la funzione di cappella per il cimitero contiguo.

## Descrizione
L'oratorio consiste in una semplice aula rettangolare coperta a tetto e priva di abside. L'edificio pur mostrando i caratteri tipici dell'architettura romanica ha un impianto di carattere gotico.

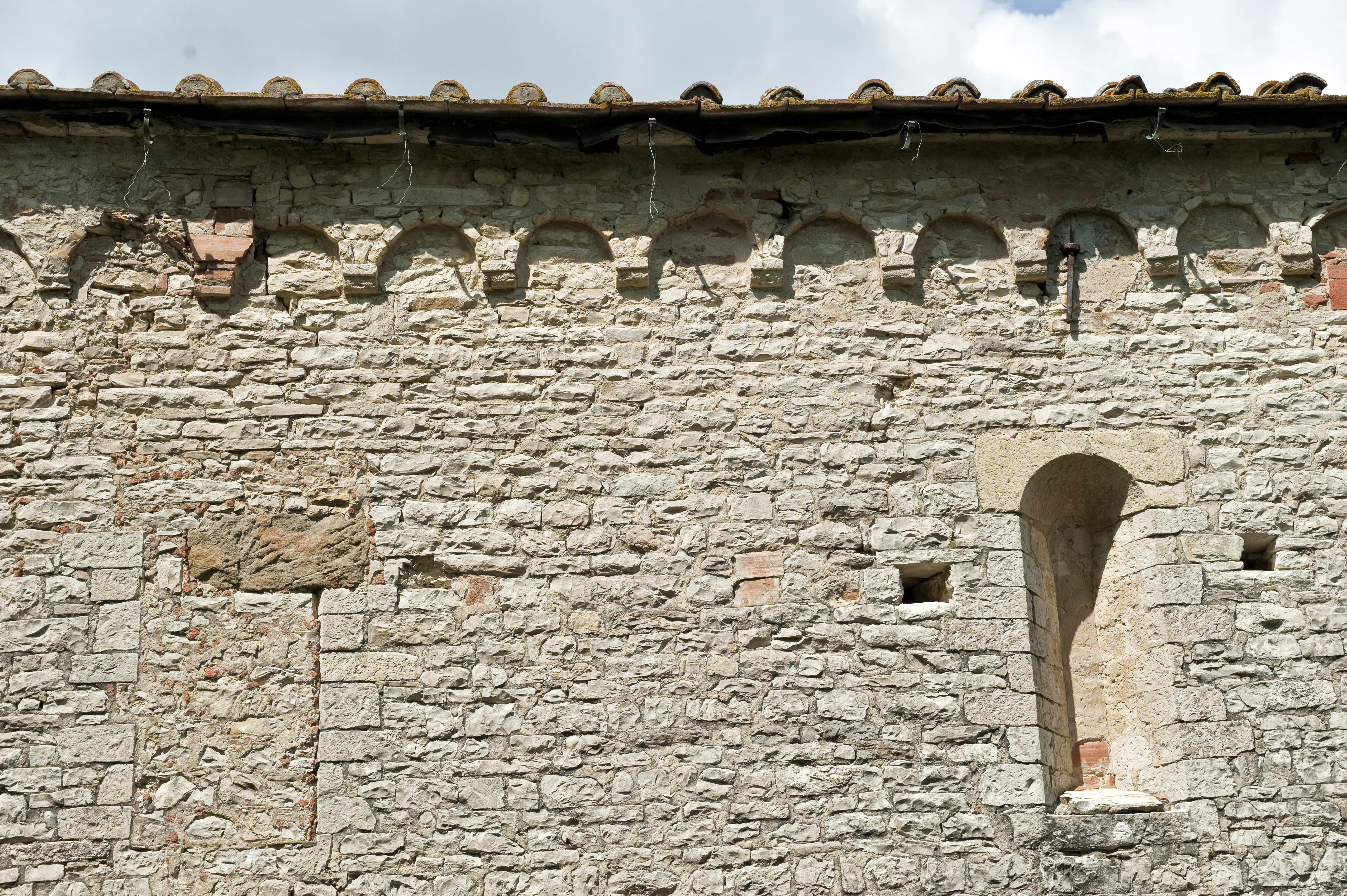
Particolare delle arcatelle del sottogronda

### Esterno
La facciata è a capanna ed è aperta da un occhio posto sopra il portale, l'unico ingresso per l'interno. Il portale ha i piedritti in conci di calcare alberese e, tali piedritti, terminano in due mensole concave e modanate le quali sostengono un lungo architrave monolitico sovrastato da un arco crescente all'interno del quale si trova una lunetta intonacata.
Su ognuna delle due fiancata si aprono tre monofore a doppia strombatura e archivolto monolitico ma oggi sono tamponate. In alto corre una serie di arcatelle pensili a tutto sesto che poggiano su mensoline modanate. Il retro dell'edificio è leggermente rialzato e aperto da tre strette finestre architravate; alla parte tergale si appoggia l'edificio della sagrestia e vi si trova anche un campanile a vela biforo.
Tutto il paramento murario dell'edificio è in bozze di calcare alberese dalla tonalità avorio disposte a filaretto ad eccezione degli spigoli e delle cornice delle aperture che presentano una lavorazione della pietra molto più accurata.
A causa delle travagliate vicende di questo oratorio nel corso del tempo i restauratori hanno costruito dei contrafforti a scarpa per meglio sostenere la struttura. Tali contrafforti si trovano sugli angoli e lungo le fiancate tanto da arrivare ad occultare un portale laterale che si apriva sul lato del cimitero. Per tenere insieme la muratura si sono usate anche quattro catene metalliche poste lungo i lati interni

### Interno
L'interno mostra una copertura a capriate lignee e decorazioni con stucchi di epoca barocca.
Sono visibili brani del ciclo di affreschi con Episodi della vita del Beato (fine XIV secolo), e un tabernacolo in pietra dalla cornice ogivale nella cui cuspide è scolpita la figura del Beato Gherardo (fine XIV secolo).

## Bibliografia

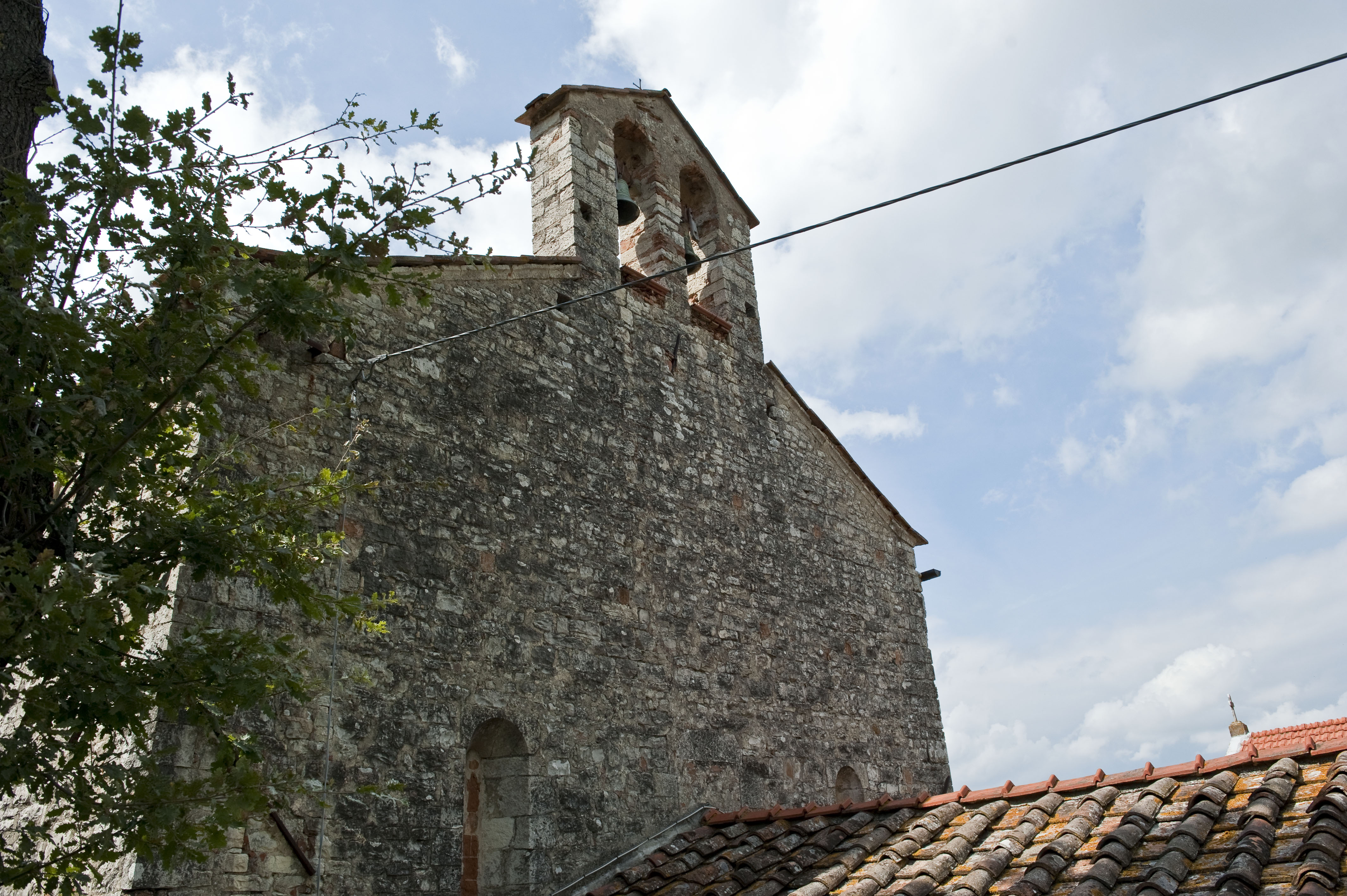
Parte tergale con il campanile a vela